# Đại Nghĩa (diễn viên)
Bùi Đại Nghĩa (sinh ngày 5 tháng 12 năm 1978), thường được biết đến với nghệ danh Đại Nghĩa, là một nam diễn viên kiêm người dẫn chương trình truyền hình người Việt Nam. Là diễn viên thuộc biên chế của sân khấu kịch Idecaf, anh được đánh giá là một trong những diễn viên Việt Nam xuất sắc nhất trong thế hệ của mình.
Ngoài sự nghiệp diễn xuất, anh còn là gương mặt quen thuộc trên truyền hình với công việc người dẫn chương trình cho một số chuyên mục giải trí của HTV và VTV3 như Chuẩn cơm mẹ nấu và Gương mặt thân quen. Với những đóng góp lớn cho nền nghệ thuật nước nhà, anh được nhà nước phong tặng danh hiệu Nghệ sĩ ưu tú vào ngày 10 tháng 10 năm 2023.

## Tiểu sử và sự nghiệp
Đại Nghĩa sinh trưởng trong một gia đình có 3 người gồm bố, mẹ và anh. Tuy gia đình không có ai đi theo lĩnh vực nghệ thuật nhưng ngay từ khi còn ngồi trên ghế nhà trường, Đại Nghĩa đã có mơ ước trở thành một nghệ sĩ. Năm 1994, khi đang là học sinh của trường Trung học Phổ thông Phú Nhuận, Đại Nghĩa đã tham gia sinh hoạt tại Câu lạc bộ Điện ảnh Tân Sơn Nhất, nơi từng phát hiện và đào tạo ra khá nhiều nghệ sĩ có tên tuổi. Anh còn là thành viên tích cực của nhiều đội kịch trong thành phố và từng được mời chụp ảnh bìa cho báo Mực Tím.
Năm 1996, sau khi tốt nghiệp trung học phổ thông, Đại Nghĩa đăng ký thi một lúc 2 trường: khoa Châu Á học của Đại học Hồng Bàng và Trường Nghệ thuật Sân khấu 2 (nay là Trường Đại học Sân khấu – Điện ảnh Thành phố Hồ Chí Minh). Nhưng với niềm đam mê sẵn có và sự động viên của gia đình và bạn bè, anh đã chọn lĩnh vực nghệ thuật. Khi thi vào Khoa diễn viên điện ảnh - Cao đẳng Sân khấu - Điện ảnh (CĐ SK-ĐA), Đại Nghĩa đạt được tổng cộng 27 điểm, cao hơn điểm chuẩn của trường 7 điểm nhưng lại bị đánh rớt do thiếu điểm năng khiếu, mặc dù trước đó phần thi của anh đã được ban giám khảo đánh giá cao. Thất vọng vì không trúng tuyển vào trường nhưng anh vẫn có ý định thi lại CĐ SK-ĐA vào năm kế tiếp. Tuy nhiên, chỉ một tháng sau đó, Đại Nghĩa nhận được giấy gọi nhập học của CĐ SK-ĐA vì trường không tuyển đủ chỉ tiêu. Cùng khóa với anh còn có những nghệ sĩ thành danh sau này như: Chi Bảo, Thanh Phương, Ngọc Trinh, Đức Thịnh, Kinh Quốc. Đến năm thứ 2, Đại Nghĩa cùng nhiều bạn học của mình bắt đầu tìm đến diễn tại một số tụ điểm văn hóa của thành phố để có thể tích lũy thêm kinh nghiệm, riêng anh chọn Câu lạc bộ kịch Quận 5 là nơi biểu diễn mỗi khi có vai thích hợp. Bên cạnh đó, Đại Nghĩa còn tham gia thường xuyên trong nhiều chương trình văn nghệ của trường Cao đẳng SK-ĐA.
Năm 1999, Đại Nghĩa tốt nghiệp khoa diễn viên điện ảnh của trường Cao đẳng Sân khấu - Điện ảnh Thành phố Hồ Chí Minh, vai diễn tốt nghiệp của anh là vai phóng viên Mạnh trong vở Ốc Mượn Hồn của đạo diễn Nguyễn Văn Phúc. Sau đó, Đại Nghĩa tham gia vào Câu lạc bộ sân khấu của Quận 10 với vai trò là ca sĩ và diễn viên múa. Trong các chương trình thông tin lưu động, các cuộc thi Giai điệu quê hương, anh luôn là trụ cột của đơn vị Quận 10. Đến thời điểm này, Đại Nghĩa đã có 5 năm kinh nghiệm trong nghề với hàng trăm vai diễn lớn nhỏ trong các chương trình sinh viên, các vở kịch ngắn. Ít lâu sau, Đại Nghĩa được mời vào một vai trong vở kịch truyền hình Đâu có giặc là ta cứ đi do Đài Truyền hình Thành phố Hồ Chí Minh thực hiện. Cũng trong năm 1999, Đại Nghĩa đầu quân cho Sân khấu kịch Idecaf, cùng với Sân khấu 5B, đây là một trong hai sân khấu kịch duy nhất của thành phố vào thời điểm đó. Vở diễn đầu tiên của anh tại đây là một vai thành viên của dàn đồng ca trong vở kịch kinh điển Bí mật vườn Lệ Chi. Sau đó, anh lần lượt xuất hiện trong nhiều vở khác của Idecaf như vai Nhỏ trong Anh chàng xỏ lá, Âm mưu tình yêu, vai Điệu trong Bóng ma, Sông dài. Đại Nghĩa bắt đầu gây ấn tượng với khán giả bằng lối diễn tự nhiên, tinh nghịch, và không kém phần khôi hài cho dù đó chỉ là những vai phụ, thậm chí có vai chỉ xuất hiện chỉ vài phút như vai ông tể tướng lùn Japha trong vở Một ngày làm vua; vai con quạ xấu xí và ba trợn, luôn cùng mụ phù thủy ám hại người khác trong vở Người đẹp ngủ trong rừng; với vai ông Táo trong Mười hai bà mụ, để có thể tăng tính hấp dẫn cho nhân vật này, Đại Nghĩa đã tự sáng tạo ra cái tay áo rất độc đáo dài đến 2 mét. Một thời gian sau, bằng việc tham gia vào những series chương trình hài kịch dành cho thiếu nhi như: Chuyện ngày xưa, Công chúa chích chòe, vai Thần ve chai trong vở Aladdin và đủ thứ thần, vai Muỗi thường trong Huyền thoại nữ thần Lee Kim Chi, Vua sư tử trong Cậu bé rừng xanh, vai Chó sói Búp Bê Happy trong vở Nàng Bạch Tuyết lạc bảy chú lùn. Đại Nghĩa mới thật sự được khán giả chú ý đến, đồng thời nhận được những vai diễn dài hơi, đa chiều và nội tâm hơn như thằng Mõ trong Chuyện làng Ung, Mười Lời trong Nụ cười của biển.
Năm 2006, Đại Nghĩa vào vai Lôi Chấn Bảo trong vở Ba người đàn ông họ Lôi của nữ đạo diễn Ái Như, đây là một nhân vật với tính cách nham hiểm, luôn cùng với cha và anh trai của mình tìm cách ám hại những kẻ mà mình không ưa, nhưng nhân vật này cũng gây cho khán giả tiếng cười bởi sự ngô nghê về hành động cũng như suy nghĩ. Sau khi công diễn tại Sân khấu Idecaf, vở kịch đã được đánh giá khá cao bởi diễn xuất của các diễn viên cũng như nội dung bao hàm tính nhân văn sâu sắc; vai diễn Lôi Chấn Bảo của anh được đánh giá rất đạt và gần như không có độ "vênh" với hai bậc đàn anh là Thành Hội, Hữu Châu. Với hàng loạt vai diễn được yêu thích sau đó, diễn xuất của Đại Nghĩa ngày càng tiến bộ như vai "Cá mặt ngu" ngốc nghếch, bướng bỉnh trong vở Na Tra đại náo thủy cung, Tám Tèo trong vở Cưới vợ cho ai, Vua thủy tề trong Sơn Tinh Thủy Tinh. Năm 2007, với vai "Cá mặt ngu" trong vở Na Tra đại náo thủy cung, Đại Nghĩa đã được đề cử giải Mai Vàng dành cho "Nam diễn viên sân khấu xuất sắc nhất" bên cạnh những nghệ sĩ gạo cội của làng kịch nói như Thành Lộc, Hữu Châu, Thanh Thủy. Ngoài công việc diễn xuất, Đại Nghĩa cũng thử sức với lĩnh vực sáng tác kịch bản sân khấu. Năm 2008, vở kịch đầu tay của anh mang tên Cũng cần có nhau đã được dàn dựng thành công tại Sân khấu Idecaf. Trước đó, Đại Nghĩa cũng từng tham gia sáng tác tiểu phẩm và kịch ngắn cho một vài đài truyền hình trong nước.

### Dẫn chương trình và đóng phim
Khi đang còn học năm thứ 2 tại Cao đẳng Sân khấu - Điện ảnh Thành phố Hồ Chí Minh, Đại Nghĩa đã được biết đến với công việc làm người dẫn chương trình trong những phong trào văn nghệ của sinh viên cũng như nhà trường. Khi đã là một diễn viên của Sân khấu kịch Idecaf, Đại Nghĩa vẫn thường xuyên đảm nhận vai trò MC cho nhiều chương trình của HTV, THVL, VTV9 như Những người bạn nhỏ, Quà tặng tri thức, Con số vui nhộn hay gần đây là Vợ tôi là số 1, Bức tường bí ẩn Đấu giá ngược, Năm 2006, Đại Nghĩa cùng các diễn viên Quốc Thuận và Tiết Cương được mời tham gia vào chương trình Vui là chính của Đài Truyền hình Thành phố Hồ Chí Minh, đây là một chương trình hài kịch thực tế và tạo ra tiếng cười bởi những tình huống bất ngờ do đoàn làm phim cố ý sắp đặt dành cho mọi người. Tuy nhiên, khi đã phát sóng được khoảng 100 buổi, chương trình này đã bị ngưng lại do có quá nhiều ý kiến phê bình. Sau đó, một phiên bản mới của Vui là chính được ra mắt với cái tên Cười...chút...chơi hay còn gọi là Cười 21h. Trong phiên bản mới này, Đại Nghĩa vẫn đóng vai Văn Chính - người dẫn chương trình vui tính và đôi khi vẫn cùng Văn Vui (do Quốc Thuận đóng), Thị Là (do Quỳnh Phượng đóng) tạo ra nhiều tình huống gây cười khi phản ánh dưới góc nhìn hài hước những vấn đề của xã hội như nạn kẹt xe, tăng học phí, lấn chiếm lòng lề đường, ô nhiễm môi trường. Năm 2008, với những thành công của chương trình Cười...chút...chơi, Đại Nghĩa đã có tên trong danh sách đề cử giải Mai Vàng dành cho "Người dẫn chương trình xuất sắc nhất trong năm".
Tháng 2 năm 2008, Đại Nghĩa tham gia một vai phụ trong bộ phim truyền hình dài 40 tập Bò cạp tím do Trương Dũng và Chu Thiện làm đạo diễn. Trong phim, Đại Nghĩa thủ vai Mạnh, một anh chàng nhiều chuyện và hay mách lẻo. Năm 2009, Đại Nghĩa tiếp tục có một vai diễn truyền hình nữa trong bộ phim dành cho thiếu nhi Gia đình phép thuật. Vai diễn lần này của anh là một người cha của hai cô con gái, tuy có rất nhiều tật xấu nhưng nhờ những đứa con của mình mà trở nên hoàn thiện hơn. Phim được thực hiện với hơn 200 tập và quy tụ nhiều nghệ sĩ kịch nói như NSND Việt Anh, NSND Kim Xuân, Đình Toàn.

## Tranh cãi việc làm từ thiện
Trong đợt lũ lụt miền Trung năm 2020, Đại Nghĩa cùng với bà Nguyễn Thị Hương (mẹ của Hồ Ngọc Hà) nhận tiền do Trấn Thành kêu gọi quyên góp được nhằm cứu trợ đồng bào các tỉnh thành bị ảnh hưởng nhưng bị nhiều cá nhân phản ánh, nghi ngờ chưa minh bạch. Ngày 15 tháng 10 năm 2021, Cục Cảnh sát hình sự (Bộ công an) đã mời các nghệ sĩ Đại Nghĩa, Thủy Tiên, Đàm Vĩnh Hưng và Trấn Thành lên làm việc về vấn đề quyên góp từ thiện. Ngày 21 tháng 1 năm 2022, Cục Cảnh sát hình sự (Bộ công an) đã tuyên bố không khởi tố vụ án hình sự với Đại Nghĩa và các nghệ sĩ nêu trên do không có dấu hiệu phạm tội.

## Gương mặt thân quen
Năm 2013, Đại Nghĩa đã tham gia vào chương trình Gương mặt thân quen mùa thứ nhất và đạt giải 4 chung cuộc. Anh đã có 3 lần đạt giải nhất tuần với các màn hóa thân thành NSND Thu Hiền, Mỹ Linh và Toni Braxton. Sau khi Thanh Bạch không còn là MC của chương trình từ năm 2015, anh chính thức được lựa chọn để thế chỗ vào đó đến năm 2017. Anh sau đó làm khách mời biểu diễn cùng với Võ Tấn Phát vào năm 2019. Năm 2020, anh cùng ca sĩ Mỹ Linh trở thành giám khảo mùa thứ 8. Năm 2022, anh cùng Hòa Minzy trở thành giám khảo của mùa thứ 9.

## Một số tác phẩm đã tham gia

### Kịch đã đóng
- Anh chàng xỏ lá (vai Nhỏ) (1999)
- Bí mật vườn Lệ Chi (vai thành viên dàn đồng ca) (1999)
- Sông dài (vai Ba Oanh) (2001)
- CNX12: Chú rùa thần kỳ (vai dân làng) (2001)
- CNX13: Chiếc gương diệu kỳ (vai sói) (2001)
- NXNX 2: Công chúa ngủ trong rừng (vai quạ đen) (2001)
- CNX 17: Nàng công chúa và bầy thiên nga (vai đạo sĩ và vua) (2001)
- NXNX 3: Dế mèn phiêu lưu ký (vai ve sầu) (2002)
- CNX 19: Vị thần lửa và những chú chim nhỏ (vai thần khói) (2002)
- CNX 20: Sự tích cây nêu ngày tết (vai quỷ vàng) (2002)
- Bí mật vườn Lệ Chi (vai gian thần Đinh Thắng) (2002)
- Bóng ma (vai Điệu) (2002)
- 12 bà mụ (vai ông Táo) (2002)
- CNX 32: Câu chuyện mùa xuân (vai gió đông) (2003)
- NXNX 5: Cô bé Lọ Lem (vai chuột ù) (2003)
- NXNX 6: Người đẹp và quái vật (vai chú ghế, người hầu) (2003)
- Tiếng vạc sành (vai Ba Hòm) (2003)
- Trùm lừa (vai ông Phú Quý) (2003)
- Lão Ớt (vai Cò Đất) (2003)
- Hãy yêu nhau đi (vai Siêng) (2003)
- CNX 48: Món quà của vị thần muôn thú (vai gà trống) (2004)
- CNX 49: Cha đỡ đầu (vai quan tể tướng) (2004)
- CNX 53: Ông thần dỏm (vai cáo) (2004)
- NXNX 7: Nàng tiên cá" (vai lươn biển, tì nữ) (2004)
- NXNX 8: Công chúa chích chòe (vai quan văn quan võ công công, yêu tinh) (2004)
- CNX 54: Niềm vui của mặt trời (vai cú mèo) (2005)
- Số phận trớ trêu (vai Lukhashin) (2005)
- CNX 58: Ba điều khờ dại (phần 1) (vai chim đại bàng, thợ săn) (2005)
- CNX 59: Ba điều khờ dại (phần 2) (vai chim đại bàng, thợ săn) (2005)
- CNX 62: Giải cứu mùa xuân (phần 1) (vai quỷ vương) (2005)
- CNX 63: Giải cứu mùa xuân (phần 1) (vai quỷ vương) (2005)
- NXNX 9: Aladdin và đủ thứ thần (vai dân làng, thần ve chai) (2005)
- NXNX 10: Huyền thoại nữ thần Lee Kim Chi (vai muỗi thường) (2005)
- Chuyện làng Ung (vai thằng Mõ) (2005)
- Nụ cười của biển (vai Mười Lời) (2005)
- NXNX 11: Cậu bé rừng xanh (vai vua sư tử) (2006)
- NXNX 12: Bạch Tuyết lạc bảy chú lùn (vai chó sói Búp Bê Happy) (2006)
- Ba người đàn ông họ Lôi (vai ông Lôi Chấn Bảo) (2006)
- Võ Tắc Thiên (vai tam thái tử Lý Trị) (2006)
- Chuyện làng chuyện xóm: Cao thủ (vai Thiện) (2006)
- NXNX 13: Na Tra đại náo thủy cung (vai Cá mặt ngu) (2007)
- NXNX 14: Sơn Tinh Thủy Tinh (vai vua thủy tề) (2007)
- NXNX 15: Hoàng tử Ai Cập (vai Nhân sư hai đầu (em)) (2007)
- Bóng ma (vai Điệu) (2007)
- Bí mật vườn Lệ Chi (vai thái giám Lương Đạt) (2007)
- NXNX 16: Chuyện thần tiên xứ Phù Tang (vai cướp Xuân) (2008)
- Chuyện thần tiên 2: Con gái nàng tiên cá (vai cá mập Mũm Mĩm) (2008)
- Âm mưu và tình yêu (vai ông già trả ngọc) (2008)
- Cưới vợ cho ai? (vai Tám Tèo) (2008)
- Yêu đi thôi (vai thiên lôi) (2008)
- NXNX 17: Phù Đổng Thiên Vương - Lá cờ thêu 6 chữ vàng (vai tướng giặc Ân & Xấu Ngộ) (2009)
- NXNX 18: Chàng lang thang và nàng Tùy Tiện (vai chằn tinh Phú Kẹt) (2009)
- NXNX 19: Phù thủy lắm chiêu (vai thần đất) (2009)
- Đùa với bóng (vai Phong) (2009)
- Ngàn năm tình sử (vai Lý Đại gia) (2009)
- NXNX 20: Cậu bé Khoai Lang Tây và ba bà tiên (vai anh Đại Nghĩa, lão địa chủ, ông thần tháng) (2010)
- NXNX 21: Võ công tiểu quái (vai Cu Đực) (2010)
- NXNX 22: An-Ly và thần băng giá (vai Kha An) (2010)
- Câu chuyện đêm trăng đẹp nhất (vai dơi chúa) (2010)
- Trận chiến kỳ lạ (vai ông địa) (2010)
- Thuốc đắng dã tật (vai ông Mạnh) (2010)
- NXNX 23: Những đứa con của rồng (vai Hắc Vương) (2011)
- Chuyện thần tiên 3: Tề Thiên đại chiến Hồng Hài Nhi (vai Hồng Hài Nhi) (2011)
- Chuyện thần tiên 4: Tề Thiên đại náo thiên cung (vai thỏ cam) (2011)
- Tơ duyên (vai ông Tơ) (2011)
- Tình yêu chạy trốn (vai ông Chiêu) (2011)
- NXNX 24: Chúa tể muôn loài (vai sư tử mẹ Saboo) (2012)
- NXNX 25: Hoàng tử xấu xí và cô gái tóc vàng (vai quỷ nhảy múa) (2012)
- Một ngày làm vua (vai tể tướng lùn Jafar) (2012)
- Vua Thánh triều Lê (vai Lê Lăng) (2012)
- Tía ơi mà dìa (vai ông Sáu Lôi) (2012)
- Bí mật vườn Lệ Chi (vai thái giám Lương Đạt) (2012)
- Vùng đất cấm (vai ông Cai) (2010)
- NXNX 26: Hoàng tử gấu và hạt đậu thần (vai bò tót) (2013)
- Miêu nữ hí miêu gia (vai ông Lê Chậm) (2013)
- 12 bà mụ (vai ông Táo) (2013)
- NXNX 27: Cuộc chiến của ông kẹ và các bà mẹ (vai kẹ con, nàng tiên cá) (2014)
- 49 ngày yêu (vai Luân) (2014)
- 12 bà mụ (vai ông Táo) (2014)
- Trùm lừa (vai ông Phú Quý) (2014)
- Tình gần (vai ông Tư) (2014)
- NXNX 28: Nàng công chúa đi lạc (vai thần cảm, công nương Mĩm) (2015)
- Ngũ quý kỳ phùng (vai Nghĩa) (2015)
- Hội ngộ danh hài: Nữ hoàng quảng cáo (vai đạo diễn Hà Há) (2015)
- Hội ngộ danh hài: Cục cưng của ba (vai người cha) (2015)
- Danh hài đất Việt: Noel, ai cũng có quà (vai đạo tặc) (2015)
- Diêm vương xử án (vai ngưu đầu) (2015)
- Cần có ai đó để yêu thương (vai ông Trung) (2015)
- Tơ duyên (vai ông Tơ) (2015)
- Diêm vương xử án 2016 (vai ngưu đầu) (2016)
- Danh hài đất Việt: Móng ngựa (vai thầy Ba Lơn) (2016)
- Sắc màu (vai Nguyễn Đại) (2017)
- Yêu đi thôi (vai thiên lôi) (2017)
- Tám thần tài (vai ca sĩ chuyển giới) (2018)
- Công chúa Sao Hỏa (vai ca sĩ Koric) (2018)
- Tiếng giày đêm (vai Bình Hero) (2018)
- Nửa đời ngơ ngác (vai Tư Nhớ) (2018)
- Táo xuân Mậu Tuất 2018 (vai Táo Đỏ) (2018)
- Aladdin lạc vào xứ sở Đầm Sen (vai phù thủy Đầm Sình) (2019)
- Nửa đời ngơ ngác (vai Tư Nhớ) (2019)
- Táo xuân Kỷ Hợi 2019 (vai Táo Đỏ) (2019)
- Táo xuân Canh Tý 2020 (vai Táo Đỏ) (2020)
- Nắng chiều (vai ông Chín) (2020)
- Táo xuân Tân Sửu 2021 (vai Táo Đỏ) (2021)
- Xóm trọ 3D (vai má Lâm) (2021)
- Cũng cần có nhau
- Táo Xanh (vai Hùng)
- Ước mơ của bé (phần 1) (vai thầy giáo)
- Ước mơ của bé (phần 2) (vai thầy giáo)
- Táo xuân Nhâm Dần 2022 (vai Táo Đỏ) (2022)
- Thuốc đắng giã tật (vai ông Mạnh) (2023)
- Táo xuân Quý Mão 2023 (vai Táo Đỏ) (2023)
- Sắc màu (vai Helen Đại) (2023)
- Tơ duyên (vai ông Tơ) (2023)
- Một ngày làm vua (vai tể tướng lùn Jafar) (2023)
- Hãy yêu nhau đi (vai thầy Quân) (2023)
- Bích Hoa - cô là ai? (vai bà Cindy Cẩm Hường, chú bé bán vé số, tên lừa tình) (2023)
- Bí mật trăm đốt tre (vai yêu tinh đuốc lửa & hỏa thần) (2023)
- Hé-lô ông thần (vai Thần sinh tử) (2023)
- Táo xuân Giáp Thìn 2024 (vai Táo Đỏ) (2024)
- Tấm Cám đại chiến (vai Cám) (2024)
- Vàng ơi là vàng (vai Chuột) (2024)
- Đức thượng công tả quân Lê Văn Duyệt (vai Huỳnh Công Lý) (2024)

### Phim đã tham gia
| Năm  | Phim                               | Vai diễn                   | ghi chú |
| ---- | ---------------------------------- | -------------------------- | ------- |
| 1999 | Chú bé rắc rối                     | Thầy Sơn                   |         |
| 2002 | NXNX 4: Cái chum kỳ diệu           | Lính 2                     |         |
| 2006 | Trưởng giả kén rể (phim Phật giáo) | Cậu cả và tiền thân cậu cả |         |
| 2006 | Dưới cờ đại nghĩa                  | Lâm Ngọc Đường             |         |
| 2007 | Trai nhảy                          | Tèo                        |         |
| 2008 | Bò cạp tím                         | Mạnh                       |         |
| 2008 | Gia đình phép thuật                | Tấn Trung                  |         |
| 2009 | Trâu vàng như ý                    | Trung                      |         |
| 2010 | Giao lộ định mệnh                  | Bảo                        |         |
| 2010 | Mày râu làm vợ                     | Ông Thịnh                  |         |
| 2011 | Cô dâu đại chiến                   | Khải                       |         |
| 2011 | Ở rể                               | Tùng                       |         |
| 2011 | Trốn tết                           | Ông Khoa                   |         |
| 2013 | Xương rồng trên cát                | Ông Tồ                     |         |
| 2013 | Lệch pha                           | Dũng                       |         |
| 2013 | Tiệm bánh Hoàng tử bé              | Ông Bảo                    |         |
| 2013 | Mắt bão                            | Ông Quang                  |         |
| 2013 | Nữ hoàng cà phê                    | Bách nổ                    |         |
| 2014 | Tiệm bánh Hoàng tử bé 2            | Ông Bỉu                    |         |
| 2014 | Kim chi cà pháo                    | Ngọc                       |         |
| 2014 | Cô dâu đại chiến 2                 | Giáo sư                    |         |
| 2014 | Vàng trắng                         | Đại ca Tân                 |         |
| 2014 | Xui mà hên                         | Đại ca Dũng                |         |
| 2014 | Đêm giao thừa ấm áp                | An Ngô                     |         |
| 2015 | Bảo mẫu siêu quậy                  | Bầu show ca nhạc           |         |
| 2016 | Hạnh phúc bất tận                  | Ông Tân                    |         |
| 2016 | Thần tiên cũng nổi điên            | Ông Tơ                     |         |
| 2016 | Chuyện gì đang xảy ra?             |                            |         |
| 2016 | Xóm trọ vui nhộn                   | Việt kiều Hàn Quốc         |         |
| 2017 | Vú em tập sự                       | Ông Hưng                   |         |
| 2017 | Sắc đẹp ngàn cân                   | Bác sĩ Thái                |         |
| 2018 | 798Mười                            | Thím Thu                   |         |
| 2018 | Bơ Lang                            | Bà Hồng Phấn Nụ            |         |
| 2019 | Ghe bẹo bẹo ai                     | Bà Thu Mị                  |         |
| 2019 | Pháp sư mù: Ai chết giơ tay        | Cậu Út Quái                |         |
| 2020 | Mẹ mẹ con con                      | Ông Đại                    |         |
| 2020 | Cân mẹ                             | Anh hai                    |         |
| 2020 | Cô nàng Lấp Lánh                   | Ông Huy Hoàng              |         |
| 2021 | Gia đình cục súc                   | Bà Ngọc Vàng               |         |
| 2021 | Em là của em                       | Cha của Hoàng              |         |
| 2021 | Đố ba biết mẹ đang nghĩ gì         | Ông Vỹ                     |         |
| 2022 | Bảnh bao ngày tết                  | Ông Hai Bảnh               |         |
| 2023 | Mặt trời mùa đông                  | Ông Tấn                    |         |
| 2023 | Ghe bẹo bẹo ai 2                   | Bà Thu Mị                  |         |
| 2024 | Hạnh phúc bị đánh cắp              | Ông Tư                     |         |

### Phim đã lồng tiếng
- Nụ hôn thần chết (Thần chết Du - Johnny Trí Nguyễn thủ vai)
- Miền đất phúc (Lợi - Thanh Phương thủ vai)
- Rio (phim 2011) (Rafel)
- Rio 2 (phim 2014) (Rafel)
- Puss in Boots (phim 2011) (Humpty Dumpty)
- Toy Guardians - Giải cứu Tí Nị (phim 2018) (Mini Tiger - Hổ Con)

### Một số chương trình truyền hình tham gia

#### Dẫn chương trình
- Gương mặt thân quen (mùa 3-5)
- Vợ tôi là số 1
- Quà tặng tri thức (với Thanh Thảo - Hồng Phượng - Ngọc Hương)
- Những người bạn nhỏ
- Con số vui nhộn
- Cứ nói đi (với Trấn Thành)
- Bước nhảy hoàn vũ nhí (mùa 1) (với Khánh Thi)
- Người kế tiếp (3/4/2014-25/5/2015)
- Gương mặt thân quen Nhí (mùa 1-4)
- Giọng hát Việt nhí (mùa 2-chung kết)
- Ơn giời cậu đây rồi! (mùa 8) dẫn chương trình Thay Thế Xuân Bắc
- Người đi xuyên tường (mùa 1-2) (với Hoài Linh)
- Chuẩn cơm mẹ nấu (mùa 1-4) (với Việt Hương)
- Tôi là... người chiến thắng (tập 2-mùa 3)
- Con biết tuốt (4/1/2016-3/7/2017)
- Song đấu
- Tôi yêu Việt Nam 2016 - Thấu kính giao thông
- Cùng nhau tỏa sáng (mùa 1)
- Biến hóa hoàn hảo
- Giọng ải giọng ai (mùa 1-4)
- Hoán đổi cặp đôi
- Đàn ông phải thế (mùa 2-3) (với Việt Hương và Trương Thế Vinh)
- Bản lĩnh nhóc tỳ (10/9/2017-11/3/2018)
- Đêm tiệc cùng sao
- Sinh ra để tỏa sáng
- Ánh sáng hay bóng tối (với Lê Khánh)
- Thách thức danh hài (mùa 1)
- Chọn đâu cho đúng (mùa 1)
- Con nhà người ta (mùa 1-3) (với Phí Linh-mùa 1, Ốc Thanh Vân-mùa 2, Vân Trang-mùa 3
- Chung sức (5/1/2016 - 28/6/2016) (với Lê Khánh)
- Không thỏa hiệp
- Ông bố hoàn hảo (mùa 2-3) (với Trương Quỳnh Anh)
- 5 vòng vàng kỳ ảo (mùa 1)
- Vượt thành chiến (với Việt Hương-mùa 1, 2, Lan Phương-mùa 2)
- Ai là bậc thầy chính hiệu (mùa 1-2) (với Bạch Công Khanh)
- Hành lý tình yêu (mùa 2)
- Đại náo thư viện chiến
- Đoán tuổi như ý
- Đấu trường âm nhạc nhí (mùa 1-2)
- Khi chàng vào bếp (với Hari Won)
- Ngạc nhiên chưa (solo-2015, 2016 và với Nam Thư-2017, 2018, 2019, 2020, 2021)
- 100 giây rực rỡ (mùa 1) (với Hari Won)
- Mảnh ghép tình yêu (mùa 1-3) (với Nam Thư-mùa 1 và Ái Phương-mùa 2, 3)
- Giải mã cơ thể
- Giới trẻ vào bếp
- Bức tường bí ẩn
- Tìm bạn tâm giao (khoảng năm 2011)
- Dạ khúc tình yêu
- Đào thoát (với Diệu Nhi)
- Là vợ phải thế (mùa 2) (với Việt Hương và Hari Won)
- Phiên bản hoàn hảo
- Kẻ thách thức
- Cơ hội đổi đời (với Việt Hương)
- Tranh tài đoán ý
- Siêu thử thách
- Ô hay, gì thế này (với Thúy Ngân)
- Thiếu niên nói
- Tài tử tranh tài (mùa 2) (với Phi Phụng)
- Hòa nhịp yêu
- Chiếc cân may mắn (với Quốc Dũng)
- Người lạ hiểu lòng tôi (với Huỳnh Lập, Bùi Công Nam, Ngọc Lan)
- Vang bóng một thời (mùa 1-2)
- Nghệ sĩ thần tượng
- Hát mãi ước mơ
- Siêu thử thách
- Đối mặt thời gian
- 8 lạng nửa cân
- Ca sĩ thần tượng (với Khả Như)
- Im lặng là vàng
- Hoa hậu Việt Nam 2018 (phần thi Người đẹp nhân ái)
- Sống khỏe cười vui
- Siêu sao đoán chữ
- Hạnh phúc ở đâu (tập 1-13)
- Hành trình kết nối yêu thương
- Vòng xoay lốc xoáy (mùa 3, 4)
- Úm ba la ra chữ gì? (mùa 5, từ 17/8/2024)
- Mái ấm gia đình Việt (từ 22/11/2024) (với Thanh Thảo)
- 24 giờ nói thật

#### Người chơi - Khách mời
- Thăm nhà người nổi tiếng - VTV3 (Khách mời)
- Tìm bạn tâm giao (HTV7) (Khách mời)
- Đi tìm ẩn số (HTV7) (Người chơi)
- Thử tài thách trí (HTV7) (Người chơi)
- Gia đình tài tử (HTV7) (Sứ giả)
- Bước nhảy hoàn vũ - VTV3 (Thí sinh mùa 2)
- Gương mặt thân quen (VTV3)[22] (Mùa 7: khán giả; khách mời hỗ trợ cho Võ Tấn Phát, Mùa 8 và Mùa 9: Giám khảo)
- Vì bạn xứng đáng (VTV3) (Người chơi)
- Ơn giời cậu đây rồi! (VTV3) (Mùa 1: Trưởng phòng)
- Chung sức (HTV7) (Người chơi)
- Tam sao thất bản (HTV7) (Người chơi)
- Diễn Vương xử án (THVL1) (Diễn viên)
- Kỳ tài thách đấu (HTV7) (Khách mời)
- Người bí ẩn (HTV7) (Người chơi)
- Mặt nạ ngôi sao (HTV7) (Bình luận viên)
- Leo&U (YANTV - SCTV2) (Khách mời)
- Sao 24/7 (YANTV - SCTV2) (Khách mời)
- Thử tài siêu nhí (THVL) (Giám khảo)
- Biệt tài tí hon (VTV3) (Bình luận viên)
- Làng hài mở hội (THVL1) (Giám khảo khách mời (mùa 1), giám khảo chính thức (mùa 2)
- Người hùng tí hon (HTV7) (Giám khảo mùa 2,3)
- Đấu trường âm nhạc (THVL1) (Khách mời) (Mùa 2)
- Diễn viên bá đạo (VTV9) (Giám khảo)
- Tiểu lâm tứ trụ nhí (THVL1) (Giám khảo thần Vui vẻ)
- Tuyệt đỉnh song ca nhí (THVL1) (Huấn luyện viên)
- Ai cũng bật cười (HTV2) (Diễn viên)
- Danh hài đất Việt (THVL1) (Diễn viên)
- Muối Tiêu Chanh (SCTV1) (Diễn viên vai BTV Văn Chanh)
- Bác sĩ ơi! Tại sao? (HTV7) (Khách mời)
- Ô hay, gì thế này (VTV3) (Giám khảo)
- Người ấy là ai (HTV2) (Khách mời)
- Tường lửa (VTV3) (Người chơi với Tấn Phát)
- Ký ức vui vẻ (VTV3) (Khách mời)
- Ca sĩ ẩn danh (VTV3) (Ban bình luận)
- Lạ lắm à nha (VTV3) (Nhân vật bí ẩn)
- Sàn chiến giọng hát (VTV3) (Ban đấu giá) (mùa 3,4,5)
- Thanh âm quyền năng (HTV7) (Giám khảo chính)
- 5 giây thành triệu phú (Ban tư vấn)
- Siêu tài năng nhí (HTV7) (Giám khảo mùa 4)
- Bác sĩ gia đình (THVL1) (Khách mời)
- Ca sĩ bí ẩn (HTV7) (Giám khảo khách mời)
- Song ca giấu mặt (THVL1) (Giám khảo khách mời)
- Cười xuyên Việt (THVL1) (Giám khảo khách mời)
- Sao nổi ngôi (THVL1) (Giám khảo khách mời)
- Hạnh phúc ở đâu (TTV11) (tập 14, Khách mời)
- Hội xuân quan nghệ sĩ 2015 (VTC9 - Let's Việt) (Khách mời)
- Tài tiểu tuyệt (HTV2 - Vie Channel,VTVCab 1 - Vie Giải Trí) (Diễn viên)
- Vạn nụ cười xuân (HTV2 - Vie Channel,VTVCab 1 - Vie Giải Trí) (Diễn viên)
- Nhanh như chớp nhí (HTV2 - Vie Channel - VTVCab 1 - Vie Giải Trí) (Khách mời)
- Táo Xuân Bính Thân 2016 (THVL1) (Diễn viên)
- Táo Xuân Đinh Dậu 2017 (THVL1) (Diễn viên)
- Táo Xuân Mậu Tuất 2018 (THVL1) (Diễn viên)
- Táo Xuân Kỷ Hợi 2019 (THVL1) (Diễn viên)
- Táo Xuân Canh Tý 2020 (THVL1) (Diễn viên)
- Táo Xuân Tân Sửu 2021 (THVL1) (Diễn viên)
- Táo Xuân Nhâm Dần 2022 (THVL1) (Diễn viên)
- Táo Xuân Quý Mão 2023 (THVL1) (Diễn viên)
- Đệ nhất mưu sinh (VTV9) (Khách mời)

### Kịch bản đã viết
- Chuyện làng chuyện xóm: Chồng ơi ở đâu? (2006)
- Cũng cần có nhau (viết với Kim Oanh) (2007)

## Giải thưởng và để cử
- Đề cử giải Mai Vàng dành cho "Nam diễn viên sân khấu xuất sắc nhất 2007" (vai Cá mặt ngu trong vở NXNX 13: Na Tra đại náo thủy cung).
- Đề cử giải Mai Vàng dành cho "Người dẫn chương trình được yêu thích nhất 2008" (chương trình Cười...chút...chơi).
- Huy chương bạc Hội diễn sân khấu chuyên nghiệp Toàn quốc 2009 (vai Lý Đại Gia vở Ngàn năm tình sử).
- Giải tư Gương mặt thân quen 2013.
- Giải thưởng truyền hình HTV "Nam diễn viên phụ được yêu thích nhất 2013" (vai ông Tồ trong phim Xương rồng trên cát).
- Huy chương bạc Liên hoan Sân khấu kịch toàn quốc 2018 (vai Bình Hero vở Tiếng giày đêm).
- Giải Mai Vàng dành cho "Người dẫn chương trình được yêu thích nhất 2019" (chương trình Gương mặt thân quen).